# Фокин, Роман Викторович
Рома́н Ви́кторович Фо́кин (род. 15 марта 1965) — российский актёр кино и телевидения, кинорежиссёр
, телеведущий. Известен как постановщик телесериала «Светофор», а также как участник и ведущий ряда развлекательных телепрограмм, выходивших в 1980-е и в 1990-е годы (КВН, «Весёлые ребята», «Великолепная семёрка», «Раз в неделю» и др.).

## Биография
Учился в Московском инженерно-строительном институте по специальности «промышленно-гражданское строительство» (окончил в 1987 году). В годы учёбы играл в КВН и в составе вузовской команды МИСИ участвовал в первом сезоне (1986-87гг.) возрождённого телевизионного КВН.
Сыграл две роли в двух выпусках юмористической телепрограммы «Весёлые ребята» (филофонист в выпуске «О музыке», футболист в выпуске «Я и другие я»), вышедшем в 1990 году. В 1993 году был соведущим (с Александром Акоповым и Сергеем Белоголовцевым) в художественной интеллектуально-иронической игре для подростков «Великолепная семёрка». В 1995 году участвует в юмористической программе «Раз в неделю».
В 1995—1996 гг. учился на Высших курсах сценаристов и режиссёров (у Владимира Мотыля), после окончания которых продолжил работать на телевидении как ведущим телешоу («Как много девушек хороших!» (РТР, 1996), «Star Старт» (СургутИнформТВ, ТВ-6 и НТВ, 1999—2002), «Всё для тебя» (REN-TV, 2002—2003), так и режиссёром (телеверсия шоу «Сильнейший человек России» на канале «РТР-Спорт»).

## Фильмография

### Актёр
- 2001 — «С днём рождения, Лола!»
- 2004 — «Золотая Медуза» — Носков
- 2004 — 2013 — «Кулагин и партнёры» — эпизоды

### Режиссёр
- 2004 — 2012 — «Адвокат»
- 2006 — «Братья по-разному»
- 2007 — «Курортный роман»
- 2008 — «Синяя борода»
- 2008 — «Только вернись!»
- 2010 — «Полынь — трава окаянная»
- 2010 — «Игрушки»
- 2011 — 2014 — «Светофор»
- 2014 — «Не покидай меня, Любовь»
- 2015 — «Крыша мира»
- 2016 — «Восьмидесятые»
- 2017 — 2018 — «Психологини»
- 2021 — «Война семей»
- 2024 — «Ректор»